# Tasmabrochus turnerae
Tasmabrochus turnerae là một loài nhện trong họ Amphinectidae. Loài này phân bố ở Tasmanië.